# Андрей Марчев
Андрей Владимиров Марчев с псевдоним Овчеполски е български публицист и емигрантски активист, деец на Македонската патриотична организация.

## Биография
Андрей Марчев е роден през 1907 година в щипската махала Ново село, тогава в Османската империя, в семейството на учителя Владимир Марчев. Учи в Щип между 1914 и 1920 година, през 1932 година емигрира в САЩ и учи в Детройт между 1937 и 1938 година. Поддържа кореспонденция с Иван Михайлов, Сашо Станев, Коста Шекеранов и е автор на спомени за четническия период на баща си и за град Щип. Умира през 1989 година в Бъркли, САЩ.